# حمادة طلبة
حمادة طلبة (مواليد 25 أغسطس 1981 بمدينة بورسعيد) هو لاعب كرة قدم مصري دولي، ولاعب نادي بيراميدز حاليًا.

## مسيرته مع الأندية

### المريخ
بدأ طلبة لعب كرة القدم في عامه الـ14 في فريق المريخ البورسعيدي، وتدرب مع ميمي عبد الرازق وتم تصعيده للفريق الأول لأول مرة في موسم 1999–2000.

### أسمنت السويس
انتقل طلبة إلى أسمنت السويس للمشاركة في الدوري الممتاز في 2006 واستمر مع الفريق لمدة ثلاثة مواسم. وله هدفًا مع الفريق ضد بلدية المحلة موسم 2007–2008 في لقاء انتهى بالتعادل 1-1، وبنهاية الموسم احتل الفريق المركز الأخير في الجدول وهبط للدرجة الثانية.

### سموحة
عندما تولى ميمي عبد الرازق تدريب سموحة مع محسن صالح ضم حمادة طلبة ليستمر في الدوري الممتاز موسم 2010–2011.

### مصر للمقاصة
كان لطارق يحيى المدير الفني للمقاصة الدور الأكبر في إقناع طلبة بالانتقال للمقاصة وذلك في صيف 2011.

### الزمالك
انضم اللاعب لنادي الزمالك في موسم 2012–2013 على سبيل الإعارة من مصر للمقاصة، ثم انتقل نهائيًا لنادي الزمالك في الموسم التالي ، وسجل أول أهدافه للفريق في 30 مارس 2016 في مرمى فريق الداخلية.

### المصري
في 1 أغسطس 2016 انضم إلى نادي المصري لمدة موسمين في صفقة انتقال حر، رغم تلقيه عروضًا من أندية عديدة في الدوري إلا أنه فضل الانتقال للمصري.

### إنبي
في 17 يناير 2017 أعلن نادي إنبي رسميًّا عن ضمه لمدة موسمين ونصف، بعدما حصل على الاستغناء الخاص باللاعب من نادي المصري.

### مسيرته الدولية
بعد إجبار الجميع على احترام اجتهاده، ضم هيكتور كوبر المدير الفني الأرجنتيني طلبة لمنتخب مصر ، وفي 27 فبراير 2016 لعب أول مباراة ودية أمام منتخب بوركينا فاسو وهو في سن الـ 34. ثم لعب أول مباراة رسمية له مع منتخب مصر في تصفيات كأس الأمم الأفريقية لكرة القدم في 24 مارس 2016 وعمره 34 عامًا وسبعة أشهر.

## مركز اللعب
بدأ طلبة اللعب كمهاجم ثم صانع ألعاب ثم تراجع للخطوط الخلفية في الوسط المهاجم ثم الوسط المدافع ونهاية بالمراكز المختلفة في خط الدفاع.

## الألقاب

### مع الزمالك
- الدوري المصري الممتاز: 2014–2015
- كأس مصر: 2013 ، 2014 ، 2015

## روابط خارجية
- حمادة طلبة على موقع قاعدة بيانات كرة القدم.إي يو (الإنجليزية)
- حمادة طلبة على موقع Soccerway.com (الإنجليزية)